# Zemun Pirates
I Zemun Pirates sono stati una squadra di football americano di Zemun, in Serbia; fondati nel 2009 come Zemun Gorštaci, hanno cambiato denominazione nel 2013.
Nel 2021 sono stati assorbiti dai Belgrade Blue Dragons.

## Dettaglio stagioni

### Tornei nazionali

#### Campionato

##### Superliga
| Stagione | regular season | regular season | regular season | regular season | regular season | regular season | playoff | playoff | playoff | playoff | playoff | playoff   | playoff    |
|          | Vin            | Par            | Per            | Tot            | PF             | PS             | Vin     | Per     | Tot     | PF      | PS      | risultato | avversaria |
| -------- | -------------- | -------------- | -------------- | -------------- | -------------- | -------------- | ------- | ------- | ------- | ------- | ------- | --------- | ---------- |
| 2011     | 2              | 0              | 4              | 6              | 62             | 169            | -       | -       | -       | -       | -       | -         | -          |
| Totale   | 2              | 0              | 4              | 6              | 62             | 169            | -       | -       | -       | -       | -       |           |            |

Fonti: Enciclopedia del Football - A cura di Roberto Mezzetti

##### Prva Liga/Druga Liga
| Stagione | regular season | regular season | regular season | regular season | regular season | regular season | playoff | playoff | playoff | playoff | playoff | playoff   | playoff    |
|          | Vin            | Par            | Per            | Tot            | PF             | PS             | Vin     | Per     | Tot     | PF      | PS      | risultato | avversaria |
| -------- | -------------- | -------------- | -------------- | -------------- | -------------- | -------------- | ------- | ------- | ------- | ------- | ------- | --------- | ---------- |
| 2012     | 2              | 0              | 6              | 8              | 82             | 314            | -       | -       | -       | -       | -       | -         | -          |
| 2013     | 1              | 0              | 4              | 5              | 68             | 218            | -       | -       | -       | -       | -       | -         | -          |
| 2014     | 1              | 0              | 4              | 5              | 76             | 136            | -       | -       | -       | -       | -       | -         | -          |
| 2015     | 2              | 0              | 3              | 5              | 119            | 150            | -       | -       | -       | -       | -       | -         | -          |
| 2016     | 0              | 0              | 6              | 6              | 23             | 212            | -       | -       | -       | -       | -       | -         | -          |
| 2019     | 0              | 0              | 4              | 4              | 60             | 65             | -       | -       | -       | -       | -       | -         | -          |
| Totale   | 6              | 0              | 27             | 33             | 428            | 1095           | -       | -       | -       | -       | -       |           |            |

Fonti: Enciclopedia del Football - A cura di Roberto Mezzetti

##### Treća Liga
| Stagione | regular season | regular season | regular season | regular season | regular season | regular season | playoff | playoff | playoff | playoff | playoff | playoff    | playoff          |
|          | Vin            | Par            | Per            | Tot            | PF             | PS             | Vin     | Per     | Tot     | PF      | PS      | risultato  | avversaria       |
| -------- | -------------- | -------------- | -------------- | -------------- | -------------- | -------------- | ------- | ------- | ------- | ------- | ------- | ---------- | ---------------- |
| 2017     | 0              | 0              | 3              | 3              | 9              | 123            | -       | -       | -       | -       | -       | -          | -                |
| 2018     | 4              | 0              | 1              | 5              | 144            | 60             | 0       | 1       | 1       | 9       | 14      | Semifinale | Pančevo Panthers |
| Totale   | 4              | 0              | 4              | 8              | 153            | 183            | 0       | 1       | 1       | 9       | 14      |            |                  |

Fonti: Enciclopedia del Football - A cura di Roberto Mezzetti

### Riepilogo fasi finali disputate
| Anno           | Luogo | Evento     | Fase del torneo | Incontro                         | Risultato |
| 1º luglio 2018 |       | Treća Liga | Semifinale      | Zemun Pirates - Pančevo Panthers | 9 - 14    |